# Saison 2015 de l'équipe cycliste EFC-Etixx
La saison 2015 de l'équipe cycliste EFC-Etixx est la sixième de cette équipe.

## Préparation de la saison 2015

### Arrivées et départs
| Arrivées            | Équipe 2014                 |
| ------------------- | --------------------------- |
| Maxime De Poorter   | Avia-Crabbé                 |
| Lindsay De Vylder   | Van Der Vurst Development   |
| Dennis Delmotte     | Zannata-Lotto Menen         |
| Gill Meheus         | Baguet-MIBA Poorten-Indulek |
| Miel Pyfferoen      | BCV Works-Soenens           |
| Jacob Relaes        | DCM Youth                   |
| Matthias Vandewalle | BCV Works-Soenens           |
| Herman Vanhoucke    | Avia-Crabbé                 |
| Jordi Warlop        | Tieltse Rennersclub         |

| Départs            | Équipe 2015                  |
| ------------------ | ---------------------------- |
| Dieter Bouvry      | Roubaix Lille Métropole      |
| Floris De Tier     | Topsport Vlaanderen-Baloise  |
| Martijn Degreve    | 3M                           |
| David Desmecht     | Veranclassic-Ekoï            |
| Jelle Feys         | KSV Deerlijk-Gaverzicht      |
| Jens Geerinck      | Cibel                        |
| Davy Gunst         | SEG Racing                   |
| Brent Luyckx       | Leopard Development          |
| Daan Myngheer      | Verandas Willems             |
| Edward Planckaert  | BCV Works-Soenens            |
| Lander Seynaeve    | Wanty-Groupe Gobert          |
| Bert Van Lerberghe | Topsport Vlaanderen-Baloise  |
| Joachim Vanreyten  | Lotto-Soudal U23             |
| Seppe Verschuere   | VL Technics-Experza-Abutriek |
| Jens Wallays       | Topsport Vlaanderen-Baloise  |

## Coureurs et encadrement technique

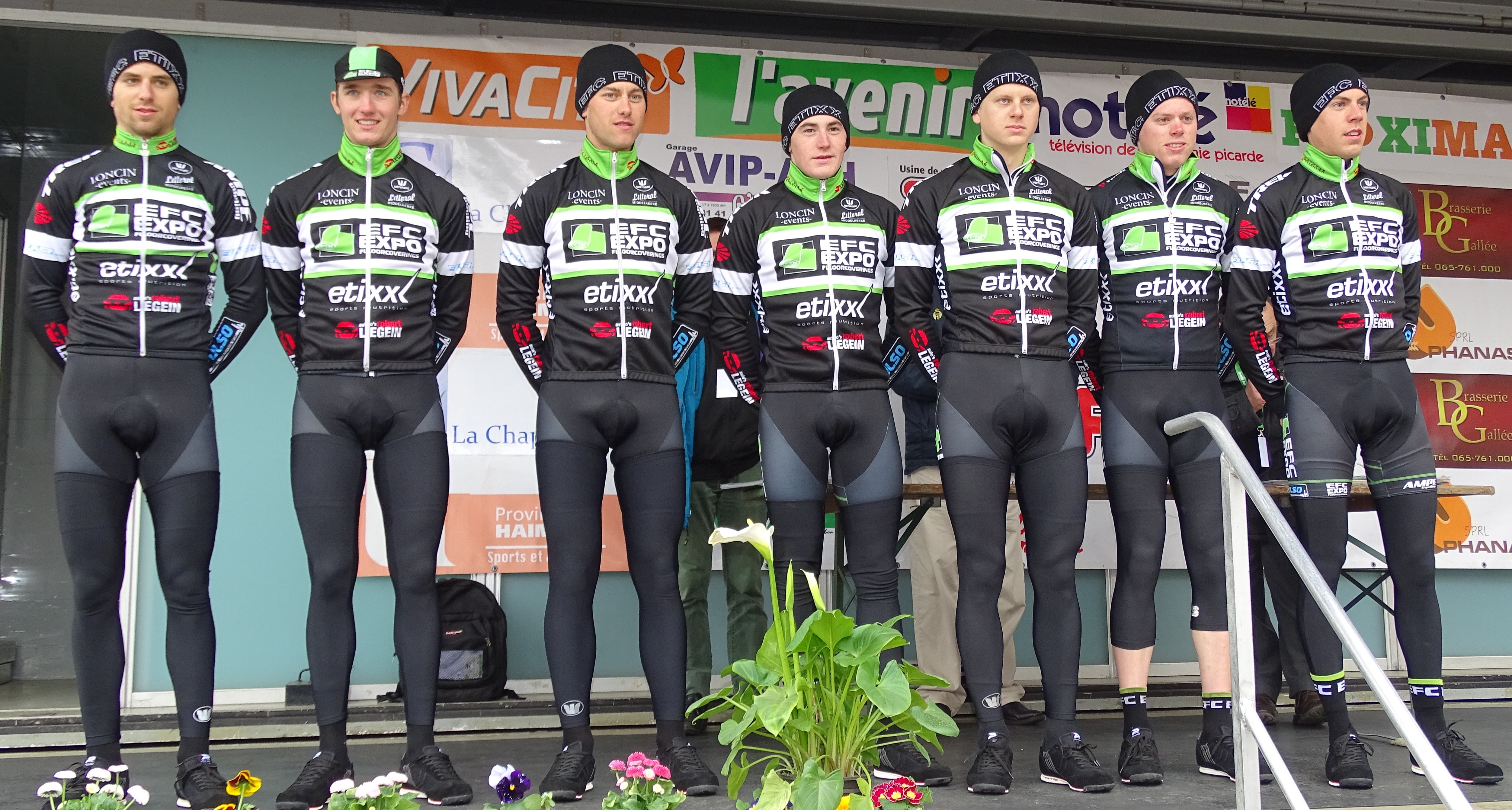
L'équipe lors du Triptyque des Monts et Châteaux 2015.

### Effectif
| Cycliste            | Date de naissance | Nationalité | Équipe 2014                 |  |
| ------------------- | ----------------- | ----------- | --------------------------- |  |
| Piet Allegaert      | 20 janvier 1995   | Belgique    | EFC-Omega Pharma-Quick Step |  |
| Aimé De Gendt       | 17 juin 1994      | Belgique    | EFC-Omega Pharma-Quick Step |  |
| Maxime De Poorter   | 21 avril 1996     | Belgique    | Avia-Crabbé                 |  |
| Lindsay De Vylder   | 30 mai 1995       | Belgique    | Van Der Vurst Development   |  |
| Benjamin Declercq   | 4 février 1994    | Belgique    | EFC-Omega Pharma-Quick Step |  |
| Dennis Delmotte     | 30 janvier 1996   | Belgique    | Zannata-Lotto Menen         |  |
| Maxime Farazijn     | 2 juin 1994       | Belgique    | EFC-Omega Pharma-Quick Step |  |
| Gilles Loncin       | 21 août 1993      | Belgique    | EFC-Omega Pharma-Quick Step |  |
| Gill Meheus         | 14 août 1995      | Belgique    | Baguet-MIBA Poorten-Indulek |  |
| Christophe Noppe    | 29 novembre 1994  | Belgique    | EFC-Omega Pharma-Quick Step |  |
| Miel Pyfferoen      | 1er juillet 1994  | Belgique    | BCV Works-Soenens           |  |
| Jacob Relaes        | 18 mai 1996       | Belgique    | DCM Youth                   |  |
| Matthias Vandewalle | 18 août 1994      | Belgique    | BCV Works-Soenens           |  |
| Herman Vanhoucke    | 5 septembre 1996  | Belgique    | Avia-Crabbé                 |  |
| Jordi Warlop        | 4 juin 1996       | Belgique    | Tieltse Rennersclub         |  |

## Bilan de la saison

### Victoires
| Date       | Course                                      | Pays     | Classe | Vainqueur       |
| ---------- | ------------------------------------------- | -------- | ------ | --------------- |
| 06/04/2015 | 4e étape du Triptyque des Monts et Châteaux | Belgique | 2.2    | Maxime Farazijn |

Podiums
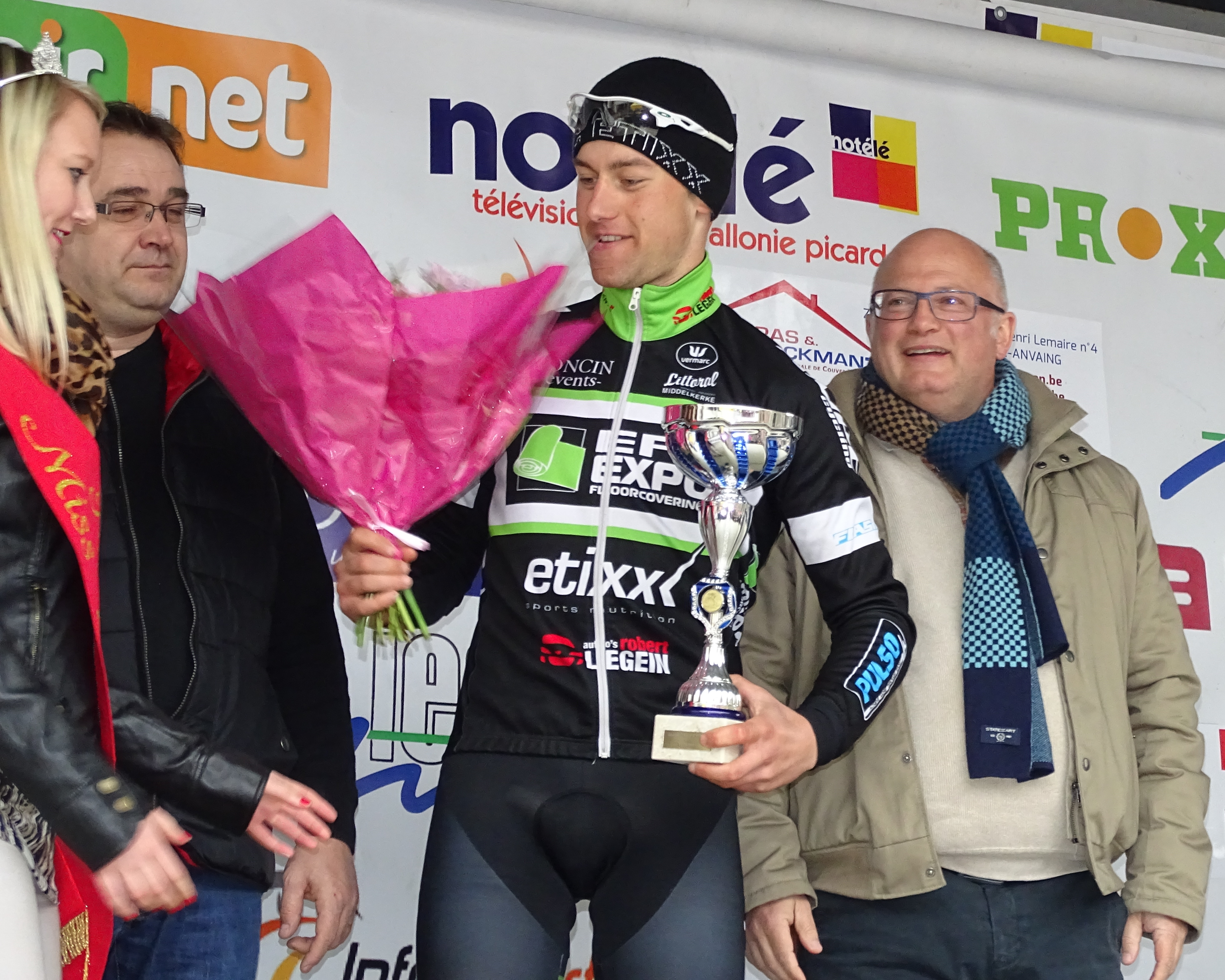
Maxime Farazijn vainqueur de la 4e étape du Triptyque des Monts et Châteaux 2015.
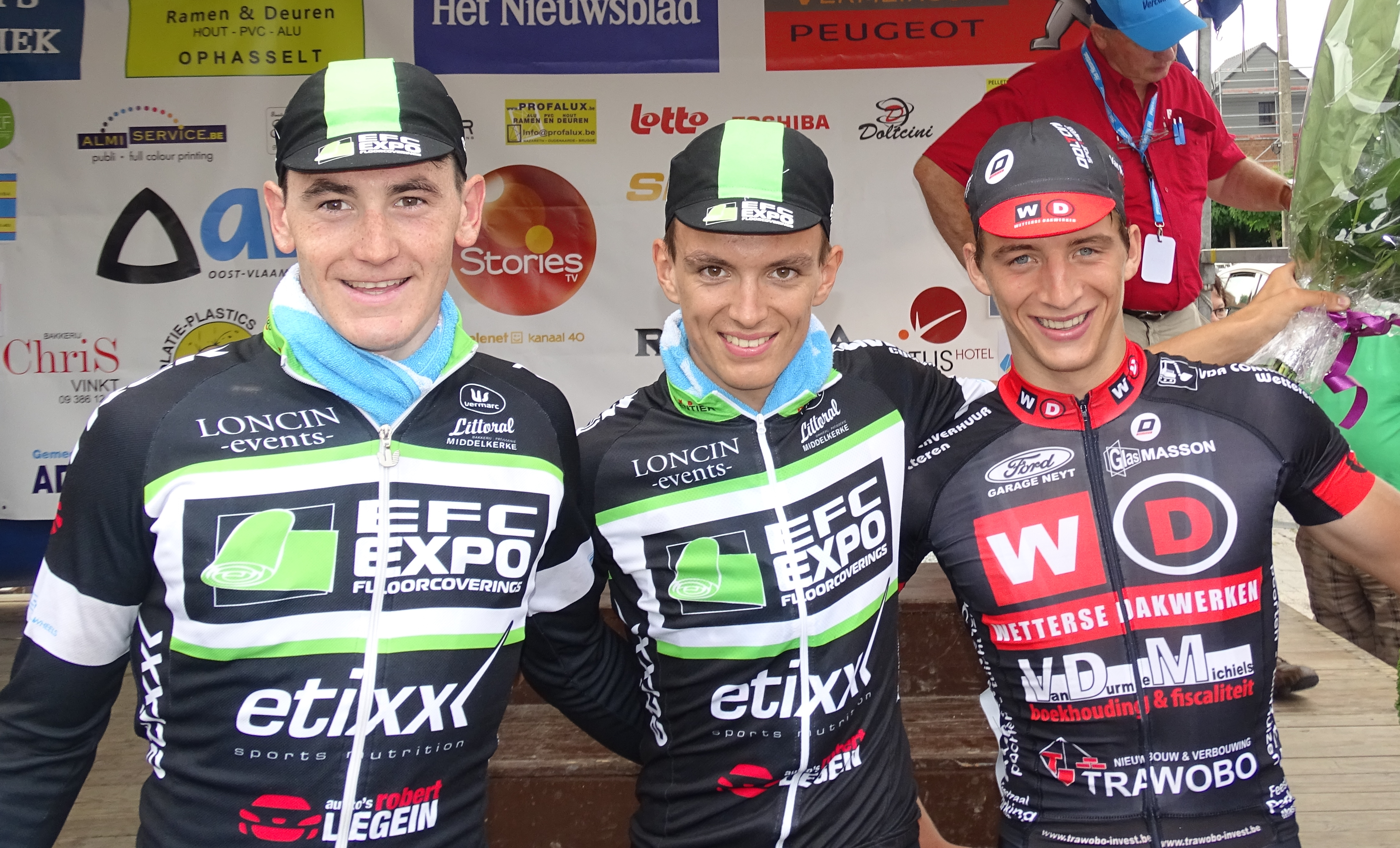
Podium de la 2e étape du Tour de Flandre-Orientale 2015 : Christophe Noppe (2e), Dennis Delmotte (1er) et Jasper Temmerman (3e).